# Avigliana
Avigliana é uma comuna italiana da região do Piemonte, província de Turim, com cerca de 10032 habitantes. Estende-se por uma área de 23 km², tendo uma densidade populacional de 436 hab/km². Faz fronteira com Villar Dora, Almese, Caselette, Sant'Ambrogio di Torino, Valgioie, Buttigliera Alta, Giaveno, Reano, Trana.

## Demografia
| Variação demográfica do município entre 1861 e 2011                               |
|                                                                                   |
| Fonte: Istituto Nazionale di Statistica (ISTAT) - Elaboração gráfica da Wikipedia |